# Llista d'episodis de Prison Break
Aquesta és una llista del capítols emesos de la sèrie de televisió Prison Break en les seves quatre primeres temporades.

## Temporada 1 (2005–06)
| Tot. | #  | Nom oficial                       | Guionista                   | Director               | Emissió als Estats Units |
| ---- | -- | --------------------------------- | --------------------------- | ---------------------- | ------------------------ |
| 1    | 1  | "Pilot"                           | Paul Scheuring              | Brett Ratner           | 29 d'agost de 2005       |
| 2    | 2  | "Allen"                           | Paul Scheuring              | Michael Watkins        | 29 d'agost de 2005       |
| 3    | 3  | "Cell Test"                       | Michael Pavone              | Brad Turner            | 5 de setembre de 2005    |
| 4    | 4  | "Cute Poison"                     | Matt Olmstead               | Matt Earl Beesley      | 12 de setembre de 2005   |
| 5    | 5  | "English, Fitz or Percy"          | Zack Estrin                 | Randall Zisk           | 19 de setembre de 2005   |
| 6    | 6  | "Riots, Drills and the Devil" (1) | Nick Santora                | Robert Mandel          | 26 de setembre de 2005   |
| 7    | 7  | "Riots, Drills and the Devil" (2) | Karyn Usher                 | Vern Gillum            | 3 d'octubre de 2005      |
| 8    | 8  | "The Old Head"                    | Monica Macer                | Jace Alexander         | 24 d'octubre de 2005     |
| 9    | 9  | "Tweener"                         | Paul Scheuring              | Matt Earl Beesley      | 31 d'octubre de 2005     |
| 10   | 10 | "Sleight of Hand"                 | Nick Santora                | Dwight Little          | 7 de novembre de 2005    |
| 11   | 11 | "And Then There Were 7"           | Zack Estrin                 | Jesús Salvador Treviño | 14 de novembre de 2005   |
| 12   | 12 | "Odd Man Out"                     | Karyn Usher                 | Bobby Roth             | 21 de novembre de 2005   |
| 13   | 13 | "End of the Tunnel"               | Paul Scheuring              | Sanford Bookstaver     | 28 de novembre de 2005   |
| 14   | 14 | "The Rat"                         | Matt Olmstead               | Kevin Hooks            | 20 de març de 2006       |
| 15   | 15 | "By the Skin and the Teeth"       | Nick Santora                | Fred Gerber            | 27 de març de 2006       |
| 16   | 16 | "Brother's Keeper"                | Zack Estrin                 | Greg Yaitanes          | 3 d'abril de 2006        |
| 17   | 17 | "J-Cat"                           | Karyn Usher                 | Guy Ferland            | 10 d'abril de 2006       |
| 18   | 18 | "Bluff"                           | Nick Santora i Karyn Usher  | Jace Alexander         | 17 d'abril de 2006       |
| 19   | 19 | "The Key"                         | Zack Estrin i Matt Olmstead | Sergio Mimica Gezzan   | 24 d'abril de 2006       |
| 20   | 20 | "Tonight"                         | Zack Estrin                 | Bobby Roth             | 1 de maig de 2006        |
| 21   | 21 | "Go"                              | Matt Olmstead               | Dean White             | 8 de maig de 2006        |
| 22   | 22 | "Flight"                          | Paul Scheuring              | Kevin Hooks            | 15 de maig de 2006       |

## Temporada 2 (2006–07)
| Tot. | #  | Nom oficial       | Guionista                    | Director             | Emissió als Estats Units |
| ---- | -- | ----------------- | ---------------------------- | -------------------- | ------------------------ |
| 23   | 1  | "Manhunt"         | Paul Scheuring               | Kevin Hooks          | 21 d'agost de 2006       |
| 24   | 2  | "Otis"            | Matt Olmstead                | Bobby Roth           | 28 d'agost de 2006       |
| 25   | 3  | "Scan"            | Zack Estrin                  | Bryan Spicer         | 4 de setembre de 2006    |
| 26   | 4  | "First Down"      | Nick Santora                 | Bobby Roth           | 11 de setembre de 2006   |
| 27   | 5  | "Map 1213"        | Karyn Usher                  | Peter O'Fallon       | 18 de setembre de 2006   |
| 28   | 6  | "Subdivision"     | Monica Macer                 | Eric Laneuville      | 25 de setembre de 2006   |
| 29   | 7  | "Buried"          | Seth Hoffman                 | Sergio Mimica Gezzan | 2 d'octubre de 2006      |
| 30   | 8  | "Dead Fall"       | Zack Estrin                  | Vincent Misiano      | 23 d'octubre de 2006     |
| 31   | 9  | "Unearthed"       | Paul Scheuring               | Kevin Hooks          | 30 d'octubre de 2006     |
| 32   | 10 | "Rendezvous"      | Karyn Usher                  | Dwight Little        | 6 de novembre de 2006    |
| 33   | 11 | "Bolshoi Booze"   | Moncia Macer i Seth Hoffman  | Greg Yaitanes        | 13 de novembre de 2006   |
| 34   | 12 | "Disconnect"      | Nick Santora i Karyn Usher   | Karen Gaviola        | 20 de novembre de 2006   |
| 35   | 13 | "The Killing Box" | Zack Estrin                  | Bobby Roth           | 27 de novembre de 2006   |
| 36   | 14 | "John Doe"        | Matt Olmstead i Nick Santora | Kevin Hooks          | 22 de gener de 2007      |
| 37   | 15 | "The Message""    | Zack Estrin i Karyn Usher    | Bobby Roth           | 29 de gener de 2007      |
| 38   | 16 | "Chicago"         | Matt Olmstead i Nick Santora | Jesse Bochco         | 5 de febrer de 2007      |
| 39   | 17 | "Bad Blood"       | Paul Scheuring i Karyn Usher | Nelson McCormick     | 19 de febrer de 2007     |
| 40   | 18 | "Wash"            | Nick Santora                 | Bobby Roth           | 25 de febrer de 2007     |
| 41   | 19 | "Sweet Caroline"  | Karyn Usher                  | Dwight Little        | 5 de març de 2007        |
| 42   | 20 | "Panama"          | Zack Estrin                  | Vincent Misiano      | 19 de març de 2007       |
| 43   | 21 | "Fin del Camino"  | Matt Olmstead y Seth Hoffman | Bobby Roth           | 26 de març de 2007       |
| 44   | 22 | "Sona"            | Paul Scheuring               | Kevin Hooks          | 2 d'abril de 2007        |

## Temporada 3 (2007–08)
| Tot. | #  | Nom oficial           | Guionista                       | Director         | Emissió als Estats Units |
| ---- | -- | --------------------- | ------------------------------- | ---------------- | ------------------------ |
| 45   | 1  | "Orientación"         | Paul Scheuring                  | Kevin Hooks      | 17 de setembre de 2007   |
| 46   | 2  | "Fire/Water"          | Matt Olmstead                   | Bobby Roth       | 24 de setembre de 2007   |
| 47   | 3  | "Call Waiting"        | Zack Estrin                     | Milan Cheylov    | 1 d’octubre de 2007      |
| 48   | 4  | "Good Fences"         | Nick Santora                    | Michael Switzer  | 8 d’octubre de 2007      |
| 49   | 5  | "Interference"        | Karyn Usher                     | Karen Gaviola    | 22 d’octubre de 2007     |
| 50   | 6  | "Photo Finish"        | Seth Hoffman                    | Kevin Hooks      | 5 de novembre de 2007    |
| 51   | 7  | "Vamonos"             | Zack Estrin & Kalinda Vazquez   | Vincent Misiano  | 5 de novembre de 2007    |
| 52   | 8  | "Bang & Burn"         | Christian Trokey & Nick Santora | Bobby Roth       | 12 de novembre de 2007   |
| 53   | 9  | "Boxed In"            | Karyn Usher                     | Craig Ross, Jr.  | 14 de gener de 2008      |
| 54   | 10 | "Dirt Nap"            | Matt Olmstead & Seth Hoffman    | Michael Switzer  | 21 de gener de 2008      |
| 55   | 11 | "Under and Out"       | Zack Estrin                     | Greg Yaitanes    | 4 de febrer de 2008      |
| 56   | 12 | "Hell or High Water"  | Nick Santora                    | Kevin Hooks      | 11 de febrer de 2008     |
| 57   | 13 | "The Art of the Deal" | Matt Olmstead & Seth Hoffman    | Nelson McCormick | 18 de febrer de 2008     |

## Temporada 4 (2008–09)
| Tot.                          | #  | Nom oficial              | Guionista                          | Director          | Emissió als Estats Units |
| ----------------------------- | -- | ------------------------ | ---------------------------------- | ----------------- | ------------------------ |
| 58                            | 1  | "Scylla"                 | Matt Olmstead                      | Kevin Hooks       | 1 de setembre de 2008    |
| 59                            | 2  | "Breaking & Entering"    | Zack Estrin                        | Bobby Roth        | 1 de setembre de 2008    |
| 60                            | 3  | "Shut Down"              | Nick Santora                       | Milan Cheylov     | 8 de setembre de 2008    |
| 61                            | 4  | "Eagles & Angels"        | Karyn Usher                        | Michael Switzer   | 15 de setembre de 2008   |
| 62                            | 5  | "Safe & Sound"           | Seth Hoffman                       | Karen Gaviola     | 22 de setembre de 2008   |
| 63                            | 6  | "Blow Out"               | Kalinda Vazquez                    | Bryan Spicer      | 29 de setembre de 2008   |
| 64                            | 7  | "Five the Hard Way"      | Christian Trokey                   | Garry A. Brown    | 6 d’octubre de 2008      |
| 65                            | 8  | "The Price"              | Graham Roland                      | Bobby Roth        | 20 d’octubre de 2008     |
| 66                            | 9  | "Greatness Achieved"     | Nick Santora                       | Jesse Bochco      | 3 de novembre de 2008    |
| 67                            | 10 | "The Legend"             | Karyn Usher                        | Dwight H. Little  | 10 de novembre de 2008   |
| 68                            | 11 | "Quiet Riot"             | Seth Hoffman                       | Kevin Hooks       | 17 de novembre de 2008   |
| 69                            | 12 | "Selfless"               | Kalinda Vazquez                    | Michael Switzer   | 24 de novembre de 2008   |
| 70                            | 13 | "Deal or No Deal"        | Christian Trokey                   | Bobby Roth        | 1 de desembre de 2008    |
| 71                            | 14 | "Just Business"          | Graham Roland                      | Mark Helfrich     | 8 de desembre de 2008    |
| 72                            | 15 | "Going Under"            | Zack Estrin                        | Karen Gaviola     | 15 de desembre de 2008   |
| 73                            | 16 | "The Sunshine State"     | Matt Olmstead & Nicholas Wootton   | Kevin Hooks       | 22 de desembre de 2008   |
| 74                            | 17 | "The Mother Lode"        | Seth Hoffman                       | Jonathan Glassner | 17 d'abril de 2009       |
| 75                            | 18 | "VS."                    | Christian Trokey & Kalinda Vazquez | Dwight H. Little  | 24 d’abril de 2009       |
| 76                            | 19 | "S.O.B."                 | Karyn Usher                        | Garry A. Brown    | 1 de maig de 2009        |
| 77                            | 20 | "Cowboys & Indians"      | Nick Santora                       | Milan Cheylov     | 8 de maig de 2009        |
| 78                            | 21 | "Rate of Exchange"       | Zack Estrin                        | Bobby Roth        | 15 de maig de 2009       |
| 79                            | 22 | "Killing Your Number"    | Matt Olmstead & Nicholas Wootton   | Kevin Hooks       | 15 de maig de 2009       |
| Prison Break: The Final Break |    |                          |                                    |                   |                          |
| 80                            | 23 | "The Old Ball and Chain" | Nick Santora & Seth Hoffman        | Brad Turner       | 27 de maig de 2009 (UK)  |
| 81                            | 24 | "Free"                   | Zack Estrin & Karyn Usher          | Kevin Hooks       | 27 de maig de 2009 (UK)  |